# El Barbecho
El Barbecho är en ort i Mexiko.   Den ligger i kommunen Huautla och delstaten Hidalgo, i den sydöstra delen av landet, 200 km norr om huvudstaden Mexico City. El Barbecho ligger 509 meter över havet och antalet invånare är 424.
Terrängen runt El Barbecho är huvudsakligen lite kuperad. El Barbecho ligger uppe på en höjd. Runt El Barbecho är det ganska tätbefolkat, med 96 invånare per kvadratkilometer. Närmaste större samhälle är Huejutla de Reyes, 17,0 km nordväst om El Barbecho. Omgivningarna runt El Barbecho är en mosaik av jordbruksmark och naturlig växtlighet.